# Castell de la Glorieta
El Castell de la Glorieta és un edifici de Farrera (Pallars Sobirà) inclòs a l'Inventari del Patrimoni Arquitectònic de Catalunya.

## Descripció
Les restes del castell de Glorieta de Montesclado estan situades en un turó per sobre el poble. Es veuen des de la carretera però no permeten distingir cap dependència. Resta del castell tan sols l'espai rectangular dels murs de pedra pissarrosa d'un gruix considerable, cobert per una volta lleugerament apuntada. Actualment, tanca l'àmbit pel nord-est un mur mig enrunat, menys gruixut i d'aparell diferent, en què s'obre una porta amb dintell de fusta. És evident que es tracta d'una reforma molt posterior a la resta de la construcció.

## Història
Aquest castell no apareix documentat fins a l'any 1290 en què pertanyia a la família Bellera. Fou retingut, juntament amb d'altres fortificacions pel comte de Foix l'any 1298, en garantia d'un préstec efectuat a Blanca de Bellera. Posteriorment passà altre cop a mans del comte de Pallars. Sense saber com, al segle xvi estava sota el domini de la família Copons, seguint en la mateixa situació en el segle xviii. Així doncs, aquest castell no va formar part del vescomtat de Castellbó.